# Фантанеле (Наени)
Фантанеле (рум. Fântânele) насеље је у Румунији у округу Бузау у општини Наени. Oпштина се налази на надморској висини од 437 m.

## Становништво
Према подацима из 2011. године у насељу је живело 173 становника.